# 問答無用 強制子宮破壊
『問答無用 強制子宮破壊』（もんどうむよう きょうせいしきゅうはかい）とは、アダルトビデオメーカーのバッキービジュアルプランニング製作によるアダルトビデオ作品。AV女優への行き過ぎた暴行および傷害によりバッキー事件として立件された。ビデオ作品の販売は、会社名を変えCollectorというサイトで継続していた。

## 概要
迫真のレイプ作品に仕上げるため事前にAV女優に意図的に十分な説明を行なわず、集団で暴行を加え、AV女優が本当に恐怖を感じ怯える様を撮影していた。
代表的な作品展開
スタッフがAV女優をリラックスさせ、通常のAV撮影と思い込ませる。出演契約にサインさせた後、スタッフの態度が急変、髪を引っ張りながら別の部屋に連れて行きAV女優の衣服を剥ぎ取り集団でレイプに及ぶ。ひととおりレイプシーンが終わった後には、嫌がるAV女優に乱暴行為を働き、本当に恐怖を感じさせ怯えさせる。
問題とされた演出は、以下の通り。
暴行
嫌がるAV女優の髪をつかんで振り回すなどの乱暴行為や、腹部や顔面などに平手打ちを繰り返し赤く腫れ上がっていく様子を収録している。また、嫌がるAV女優の顔を無理矢理、浴槽や水槽あるいは便器などに溜めた水に繰り返し押し込み、執拗な水責めにより呼吸困難に陥らせる様子を収録している。
その他暴行及び鬼畜行為
- 馬乗りや羽交締めの状態で首を絞め、気絶しそうになると緩め、再び締めるを繰り返す。
- 肛門に無理やり陰茎や異物を入れる。
- 鞭で滅多打ちにする。
- 陰毛をライターで炙る。
- 泣いて許しを乞う女優の顔を革靴や素足で踏みつけて陵辱。
- 口に足指を無理やりねじ込み強制的に舐めさせるなどの陰湿な嬲りを繰り返し追い詰める。
- 床に置かれた食べ物を頭を踏みつけて無理やり食べさせる。
- 幾度なく行われる強制性行の末陰部が腫れ上がり痛いと訴える女優を押さえつけ、真っ赤に腫れあがった陰部を足で踏み躙り、激痛に悶えて泣き叫ぶ女優を嘲笑う。
- 強制的に便器を舐めさせる。
- 飲尿を強制。
- トイレ用ブラシで口内を掻き回す。
- 酒や墨汁等を無理やり飲ませる、もう飲めないと懇願しても漏斗を用いて無理やり飲ませる。
- 嘔吐などで濡れた床を舐めて掃除することを強要。

等、人権無視、人格を完全に破壊する目的の鬼畜行為が収録されている。
強制飲酒
『問答無用 強制子宮破壊12』において、AV女優に焼酎を漏斗を用いて強制的に大量に飲ませ、また膣内にも漏斗を挿入し焼酎を流し込むなどしたため、急性アルコール中毒を起こし意識不明、昏睡状態に陥っていく様子が収録されている。この女優は脳幹麻痺による脱糞にまで至っていて、パッケージにも「死んだ?!」とある（この女優に関しては生存との未確認な情報が流れる）。これ以外の作品でも強制飲酒場面が何度も登場する。
警察官による事情聴取
『問答無用 強制子宮破壊17』において、恐怖を感じたAV女優が撮影スタジオから逃げ出そうと裸で駆け出したところを通行人に目撃され、通行人の通報により警察官が駆けつけ事情聴取に当たるが、人身保護にまで至っていない様子が収録されている。

## シリーズ作品

### 2003年
- 問答無用 強制子宮破壊（6月20日）
- 問答無用 強制子宮破壊2（7月25日）
- 問答無用 強制子宮破壊3 岸田香織（9月19日）
- 問答無用 強制子宮破壊4 柴崎（白雪）未永（11月28日）
- 問答無用 強制子宮破壊スペシャル（12月26日）

### 2004年
- 問答無用 強制子宮破壊5 ポッチャリM女に八つ当たり暴行編（2月20日）
- 問答無用 強制子宮破壊6 ロリータ美少女 愛田瞳（3月5日）
- 問答無用 強制子宮破壊7 現役吉原ソープ娘 夏目ユイ（3月19日）
- 問答無用 強制子宮破壊8 現役明治大学生 松島杏（5月1日）
- 問答無用 強制子宮破壊9 ゆりあ（6月6日）
- 問答無用 強制子宮破壊10 子持ちの人妻 真央 21歳（7月15日）
- 問答無用 強制子宮破壊11 レースクィーン志望 ひかる 19歳（8月15日）
- 問答無用 強制子宮破壊12 精神病のゴスロリ美少女 美咲天使 19歳（9月15日）
- 問答無用 強制子宮破壊13 加山美里（10月15日）
- 問答無用 強制子宮破壊14 森田愛（11月15日）
- 問答無用 強制子宮破壊スペシャル2（11月25日）
- 問答無用 強制子宮破壊15 病院勤務 川崎美紀 22歳（12月15日）

### 2005年
- 問答無用 強制子宮破壊16 エロリスト逆襲編 インリン・オブ・ホイホイ（4月1日）
- 問答無用 強制子宮破壊スペシャル3（6月20日）
- 問答無用 強制子宮破壊17 はらだはるな（6月24日）